# Ligue A de la Ligue des nations de la CONCACAF 2019-2020
Navigation
Ligue A 2022-2023
La Ligue A de la Ligue des nations de la CONCACAF 2019-2020 est la première division de la Ligue des nations 2019-2020, première édition d'une compétition impliquant les équipes nationales masculines des 41 fédérations membres de la CONCACAF.
Le 3 avril 2020, la CONCACAF annonce que la phase finale, qui était initialement prévue en juin, est reportée à une date ultérieure, en raison de la pandémie de maladie à coronavirus.

## Format
La Ligue A se compose des six sélections ayant participé au cinquième tour des éliminatoires de la Coupe du monde de football de 2018 ainsi que les sélections classées de la première à la sixième place lors du tournoi de classement de la ligue des nations de la CONCACAF 2019-2020. Ces douze équipes sont séparées en quatre groupes de trois équipes. Les vainqueurs de chaque groupe se qualifient pour la phase finale de la Ligue des nations, tandis que les équipes classées troisièmes de chaque groupe sont reléguées en Ligue B.
La phase finale prend place sous la forme d'un tournoi à élimination directe avec deux demi-finales, un match pour la troisième place et une finale. Le vainqueur de la finale est désigné champion de la compétition.
Par ailleurs, la Ligue A permet l'attribution de places qualificatives pour la Gold Cup 2021.

### Tirage au sort
Les équipes de la Ligue A sont reparties en trois chapeaux de quatre équipes, placées selon leur coefficient. Le tirage au sort de la phase de ligue a lieu au Cosmopolitan de Las Vegas au Nevada, le 27 mars 2019,.
| Équipe     | Coeff | Classement |
| ---------- | ----- | ---------- |
| Mexique    | 1,998 | 1          |
| États-Unis | 1,863 | 2          |
| Costa Rica | 1,752 | 3          |
| Honduras   | 1,630 | 4          |

| Équipe            | Coeff | Classement |
| ----------------- | ----- | ---------- |
| Panama            | 1,579 | 5          |
| Canada            | 1,471 | 7          |
| Haïti             | 1,359 | 10         |
| Trinité-et-Tobago | 1,342 | 11         |

| Équipe     | Coeff | Classement |
| ---------- | ----- | ---------- |
| Martinique | 1,286 | 12         |
| Cuba       | 1,152 | 13         |
| Curaçao    | 1,079 | 15         |
| Bermudes   | 865   | 23         |

## Groupes
Légende des classements
- Qualifiée pour la phase finale et la Gold Cup 2021
- Qualifiée pour la Gold Cup 2021
- Relégation en Ligue B et qualifiée pour les Éliminatoires de la Gold Cup 2021

### Groupe A
| Rang | Équipe     | Pts | J | G | N | P | Bp | Bc | Diff |  | Résultats (▼ dom., ► ext.) |     |     |     |
| ---- | ---------- | --- | - | - | - | - | -- | -- | ---- |  | -------------------------- | --- | --- | --- |
| 1    | États-Unis | 9   | 4 | 3 | 0 | 1 | 15 | 3  | +12  |  | États-Unis                 |     | 4-1 | 7-0 |
| 2    | Canada     | 9   | 4 | 3 | 0 | 1 | 10 | 4  | +6   |  | Canada                     | 2-0 |     | 6-0 |
| 3    | Cuba       | 0   | 4 | 0 | 0 | 4 | 0  | 18 | -18  |  | Cuba                       | 0-4 | 0-1 |     |

| 1re journée            | Canada | 6 - 0   | Cuba | BMO Field, Toronto                                  |                                                     |
| 7 septembre 2019 20:00 | Hoilett 13e 50e 82e (pen.) · David 21e · Osorio 52e · Henry 65e                                                                     | (2 - 0) | | Spectateurs : 10 224 Arbitrage : Fernando Hernández | Spectateurs : 10 224 Arbitrage : Fernando Hernández |
| 7 septembre 2019 20:00 | Rapport |         | | Spectateurs : 10 224 Arbitrage : Fernando Hernández | Spectateurs : 10 224 Arbitrage : Fernando Hernández |
| 7 septembre 2019 20:00 | Borjan - Cornelius, Miller ( 62e Millar), Henry ( 68e Vitória), Laryea, Kaye - Piette, Davies, Osorio - Hoilett, David ( 63e Larin) | Équipes | Sánchez - Rizo, Espino ( 81e La Pera), Piedra ( 32e), Morejón - Portal ( 29e), Baquero ( 79e Reve), Hernández, Santa Cruz, Rodriguez - Reyes | Spectateurs : 10 224 Arbitrage : Fernando Hernández | Spectateurs : 10 224 Arbitrage : Fernando Hernández |

| 2e journée              | Cuba | 0 - 1   | Canada | Truman Bodden Stadium, George Town          |                                             |
| 10 septembre 2019 19:15 | | (0 - 1) | 9e Davies | Spectateurs : 420 Arbitrage : Mario Escobar | Spectateurs : 420 Arbitrage : Mario Escobar |
| 10 septembre 2019 19:15 | Rapport |         | | Spectateurs : 420 Arbitrage : Mario Escobar | Spectateurs : 420 Arbitrage : Mario Escobar |
| 10 septembre 2019 19:15 | Johnston - Piedra, Morejón ( 72e Ramos), Rizo, Espino ( 25e) - Abreu, Hernández, Rodriguez ( 82e Armelo), Reve ( 79e Monzon) - Cruz, Reyes | Équipes | Borjan - Laryea, Henry ( 31e, 55e), Vitória, Adekugbe - David, Kaye, Johnson, Wotherspoon ( 52e Osorio), Davies ( 79e Millar) - Larin ( 61e Cornelius) | Spectateurs : 420 Arbitrage : Mario Escobar | Spectateurs : 420 Arbitrage : Mario Escobar |

| 3e journée            | États-Unis | 7 - 0   | Cuba | Audi Field, Washington                       |                                              |
| 10 octobre 2019 19:00 | McKennie 1re 5e 13e · Morris 9e · Ramos 37e (csc) · Sargent 40e · Pulisic 62e (pen.)                                                 | (6 - 0) | | Spectateurs : 13 784 Arbitrage : José Torres | Spectateurs : 13 784 Arbitrage : José Torres |
| 10 octobre 2019 19:00 | Rapport |         | | Spectateurs : 13 784 Arbitrage : José Torres | Spectateurs : 13 784 Arbitrage : José Torres |
| 10 octobre 2019 19:00 | Guzan - Cannon, Miazga, Ream, Lovitz - McKennie ( 79e Arriola), Yueill, Pulisic ( 68e Lletget), Roldan, Morris ( 46e Boyd) - Sargent | Équipes | Johnston - Morejón, Ramos ( 49e), Rizo ( 79e), Cruz ( 46e Armelo) - Rodriguez, Hernández, Espino, Abreu ( 59e Reve) - Paradela ( 83e Pérez), Reyes | Spectateurs : 13 784 Arbitrage : José Torres | Spectateurs : 13 784 Arbitrage : José Torres |

| 4e journée                        | Canada | 2 - 0   | États-Unis | BMO Field, Toronto                                |                                                   |
| 15 octobre 2019 19:30 (UTC−04:00) | Davies 63e · Cavallini 90+1e | (0 - 0) | | Spectateurs : 17 126 Arbitrage : Daneon Parchment | Spectateurs : 17 126 Arbitrage : Daneon Parchment |
| 15 octobre 2019 19:30 (UTC−04:00) | Rapport |         | | Spectateurs : 17 126 Arbitrage : Daneon Parchment | Spectateurs : 17 126 Arbitrage : Daneon Parchment |
| 15 octobre 2019 19:30 (UTC−04:00) | Borjan - Laryea, Vitória, Cornelius, Miller - Kaye ( 9e Fraser ( 24e)), Arfield, Piette ( 74e), Osorio - Davies ( 66e Hoilett), David ( 66e Cavallini ( 77e)) | Équipes | Steffen - Yedlin ( 73e Lima), Long, Ream, Lovitz - Morris, Bradley, Roldan ( 79e Zardes) - Sargent ( 84e), McKennie ( 33e), Pulisic ( 60e Arriola) | Spectateurs : 17 126 Arbitrage : Daneon Parchment | Spectateurs : 17 126 Arbitrage : Daneon Parchment |

| 5e journée             | États-Unis | 4 - 1   | Canada | Exploria Stadium, Orlando                    |                                              |
| 15 novembre 2019 19:15 | Morris 2e · Zardes 23e 89e · Long 34e                                                                                             | (3 - 0) | 72e Vitória | Spectateurs : 13 103 Arbitrage : César Ramos | Spectateurs : 13 103 Arbitrage : César Ramos |
| 15 novembre 2019 19:15 | Rapport |         | | Spectateurs : 13 103 Arbitrage : César Ramos | Spectateurs : 13 103 Arbitrage : César Ramos |
| 15 novembre 2019 19:15 | Guzan - Dest ( 90+2e Boyd), Long, Brooks, Ream - McKennie, Yueill, Lletget ( 69e Morales) - Arriola, Morris ( 86e Yedlin), Zardes | Équipes | Borjan ( 45e) - Kaye ( 62e Eustáquio), Laryea, Vitória, Henry ( 48e Cornelius) - Osorio, Piette, Arfield, Davies - David, Cavallini ( 9e, 61e Hoilett ( 67e)) | Spectateurs : 13 103 Arbitrage : César Ramos | Spectateurs : 13 103 Arbitrage : César Ramos |

| 6e journée             | Cuba | 0 - 4   | États-Unis | Truman Bodden Stadium, George Town |                        |
| 19 novembre 2019 19:30 | | (0 - 3) | 1re 66e Sargent · 26e 39e Morris                                                                                                  | Arbitrage : John Pitti             | Arbitrage : John Pitti |
| 19 novembre 2019 19:30 | Rapport |         | | Arbitrage : John Pitti             | Arbitrage : John Pitti |
| 19 novembre 2019 19:30 | Sánchez - Morejón ( 34e), Rizo, Ramos, Armelo ( 60e Pérez) - Rodriguez, Hernández, Espino, Abreu ( 83e Reve) - Paradela, Reyes | Équipes | Guzan - Yedlin ( 59e Cannon), Long, Ream, Lovitz - Yueill, McKennie ( 69e Morales), Arriola, Roldan, Morris ( 46e Boyd) - Sargent | Arbitrage : John Pitti             | Arbitrage : John Pitti |

### Groupe B
| Rang | Équipe   | Pts | J | G | N | P | Bp | Bc | Diff |  | Résultats (▼ dom., ► ext.) |     |     |     |
| ---- | -------- | --- | - | - | - | - | -- | -- | ---- |  | -------------------------- | --- | --- | --- |
| 1    | Mexique  | 12  | 4 | 4 | 0 | 0 | 13 | 3  | +10  |  | Mexique                    |     | 3-1 | 2-1 |
| 2    | Panama   | 3   | 4 | 1 | 0 | 3 | 5  | 9  | -4   |  | Panama                     | 0-3 |     | 0-2 |
| 3    | Bermudes | 3   | 4 | 1 | 0 | 3 | 5  | 11 | -6   |  | Bermudes                   | 1-5 | 1-4 |     |

| 1re journée            | Bermudes | 1 - 4   | Panama | Bermuda National Stadium, Hamilton |                         |
| 5 septembre 2019 18:00 | Cummings 44e (csc) | (1 - 2) | Torres 31e 66e · Blackburn 45e · Carrasquilla 90+3e | Arbitrage : Raúl Castro            | Arbitrage : Raúl Castro |
| 5 septembre 2019 18:00 | Rapport |         | | Arbitrage : Raúl Castro            | Arbitrage : Raúl Castro |
| 5 septembre 2019 18:00 | Eve ( 90e) - Minors ( 75e Harvey), Bather, Leverock, Simmons ( 68e Butterfield) - Brangman, Lewis, Clemons ( 90e Donawa), Bascome ( 85e), Lambe - Wells | Équipes | Calderón - Cummings, Escobar, Machado, Davis, Murillo ( 79e) - Botello, Quintero, Barcenas ( 87e Cooper) - Torres ( 36e, 74e Carrasquilla), Blackburn ( 80e Fajardo) | Arbitrage : Raúl Castro            | Arbitrage : Raúl Castro |

| 2e journée             | Panama | 0 - 2   | Bermudes | Estadio Rommel Fernández, Panama |                             |
| 8 septembre 2019 21:00 | | (0 - 2) | Wells 22e 61e | Arbitrage : Nitzar Sandoval      | Arbitrage : Nitzar Sandoval |
| 8 septembre 2019 21:00 | Rapport |         | | Arbitrage : Nitzar Sandoval      | Arbitrage : Nitzar Sandoval |
| 8 septembre 2019 21:00 | Calderón - Murillo ( 70e), Cummings, Machado, Davis - Botello, Carrasquilla ( 62e Cooper), Barcenas, Quintero ( 54e Rodriguez) - , Blackburn ( 71e Fajardo), Torres | Équipes | Eve - Lee ( 43e), Harvey ( 14e, 76e Minors), Bather, Leverock, Donawa - Brangman, Lewis, Ming ( 60e Clemons ( 86e)), Lambe - Wells( 45+1e, 78e Robinson) | Arbitrage : Nitzar Sandoval      | Arbitrage : Nitzar Sandoval |

| 3e journée            | Bermudes | 1 - 5   | Mexique | Bermuda National Stadium, Hamilton |                            |
| 11 octobre 2019 21:00 | 56e Wells | (0 - 2) | 25e Antuna · 45+2e 53e Macías · 60e Lozano · 71e Herrera                                                                                             | Arbitrage : Henry Bejarano         | Arbitrage : Henry Bejarano |
| 11 octobre 2019 21:00 | Rapport |         | | Arbitrage : Henry Bejarano         | Arbitrage : Henry Bejarano |
| 11 octobre 2019 21:00 | Eve - Harvey ( 46e Minors), Bather, Leverock, Simmons - Brangman, Lewis ( 77e Donawa), Clemons ( 59e Bascome), Butterfield, Lambe - Wells | Équipes | Cota - Sanchez, Salcedo, Araujo, Calderón - C. Rodriguez ( 77e I. Rodriguez), Herrera, Cordova ( 63e Aguirre) - Antuna, Macías, Lozano ( 72e Lainez) | Arbitrage : Henry Bejarano         | Arbitrage : Henry Bejarano |

| 4e journée            | Mexique | 3 - 1   | Panama | Estadio Azteca, Mexico  |                         |
| 15 octobre 2019 21:30 | Alvarado 28e · Macías 75e · Pizarro 90+2e | (1 - 1) | 42e (csc) Salcedo | Arbitrage : Iván Barton | Arbitrage : Iván Barton |
| 15 octobre 2019 21:30 | Rapport |         | | Arbitrage : Iván Barton | Arbitrage : Iván Barton |
| 15 octobre 2019 21:30 | Gudiño - Mozo, Salcedo, Araujo, Calderón - C. Rodriguez, Herrera, Aguirre ( 62e Cordova) - Alvarado ( 89e Antuna), Lozano ( 66e Macías), Pizarro | Équipes | Mejia - Palacios ( 8e), Torres, Escobar, Ariano ( 80e Stephens) - Godoy ( 82e), Botello ( 46e Ayarza), Carrasquilla ( 66e Blackman) - Barcenas, Torres, Rodriguez | Arbitrage : Iván Barton | Arbitrage : Iván Barton |

| 5e journée             | Panama | 0 - 3   | Mexique | Estadio Rommel Fernández, Panama |                             |
| 15 novembre 2019 22:00 | | (0 - 1) | 8e 85e (pen.) Jiménez · 70e Álvarez | Arbitrage : Ricardo Montero      | Arbitrage : Ricardo Montero |
| 15 novembre 2019 22:00 | Rapport |         | | Arbitrage : Ricardo Montero      | Arbitrage : Ricardo Montero |
| 15 novembre 2019 22:00 | Calderón - Palacios, Torres ( 40e), Machado, Ariano ( 84e) - Quintero ( 67e Arroyo), Ayarza ( 49e, 75e Cooper), Escobar, Rodriguez ( 59e Waterman) - Torres, Barcenas | Équipes | Ochoa - L. Rodriguez, Montes, Moreno, Gallardo - Álvarez, Gutierrez,C. Rodriguez, Alvarado ( 70e Antuna) - Pizarro ( 78e Pineda), Jiménez ( 37e, 88e Macías) | Arbitrage : Ricardo Montero      | Arbitrage : Ricardo Montero |

| 6e journée             | Mexique | 2 - 1   | Bermudes | Estadio Nemesio Díez, Toluca |                            |
| 19 novembre 2019 22:00 | Córdova 27e · Antuna 90+3e | (1 - 1) | 10e Leverock | Arbitrage : Ismael Cornejo   | Arbitrage : Ismael Cornejo |
| 19 novembre 2019 22:00 | Rapport |         | | Arbitrage : Ismael Cornejo   | Arbitrage : Ismael Cornejo |
| 19 novembre 2019 22:00 | Gonzalez - Sanchez, Álvarez, Moreno, Calderón - Aguirre ( 62e Pizarro), Romo, Córdova - Antuna, Macías( 72e Jiménez), Pineda ( 62e Alvarado) | Équipes | Eve - Bather, Leverock, Lee, Donawa ( 81e Simmons), Blankendal - Brangman, Lambe ( 90+3e), Lewis ( 72e Butterfield), Bascome ( 65e, 65e Clemons) - Wells ( 40e) | Arbitrage : Ismael Cornejo   | Arbitrage : Ismael Cornejo |

### Groupe C
| Rang | Équipe            | Pts | J | G | N | P | Bp | Bc | Diff |  | Résultats (▼ dom., ► ext.) |     |     |     |
| ---- | ----------------- | --- | - | - | - | - | -- | -- | ---- |  | -------------------------- | --- | --- | --- |
| 1    | Honduras          | 10  | 4 | 3 | 1 | 0 | 8  | 1  | +7   |  | Honduras                   |     | 1-0 | 4-0 |
| 2    | Martinique        | 3   | 4 | 0 | 3 | 1 | 4  | 5  | -1   |  | Martinique                 | 1-1 |     | 1-1 |
| 3    | Trinité-et-Tobago | 2   | 4 | 0 | 2 | 2 | 3  | 9  | -6   |  | Trinité-et-Tobago          | 0-2 | 2-2 |     |

| 1re journée                 | Martinique | 1 - 1   | Trinité-et-Tobago | Stade Pierre-Aliker, Fort-de-France |                         |
| 6 septembre 2019 18:00 CEST | Mandouki 41e | (1 - 0) | 65e (pen.) J. Jones | Arbitrage : José Kellys             | Arbitrage : José Kellys |
| 6 septembre 2019 18:00 CEST | Rapport |         | | Arbitrage : José Kellys             | Arbitrage : José Kellys |
| 6 septembre 2019 18:00 CEST | Chauvet - Yo. Thimon ( 11e), Félicitet, Crétinoir, Barthéléry - Mandouki ( 79e Vitulin), Hérelle, Abaul, Ya. Thimon ( 78e Montabord) - Marajo, Donisa ( 85e Catherine) | Équipes | Phillip - Bateau, David, Cyrus, Russell ( 57e, 71e A. Jones) - J. Jones ( 71e García), Molino, George, Paul ( 68e) - Joseph, Telfer ( 77e Williams) | Arbitrage : José Kellys             | Arbitrage : José Kellys |

| 2e journée             | Trinité-et-Tobago | 2 - 2   | Martinique | Stade Hasely-Crawford, Port-d'Espagne |                           |
| 9 septembre 2019 21:00 | Molino 17e · Telfer 46e | (1 - 0) | Carr 60e (csc) · Delem 80e | Arbitrage : Diego Montaño             | Arbitrage : Diego Montaño |
| 9 septembre 2019 21:00 | Rapport |         | | Arbitrage : Diego Montaño             | Arbitrage : Diego Montaño |
| 9 septembre 2019 21:00 | Phillip - David, Bateau ( 90+1e), Cyrus, A. Jones ( 45+2e) - Molino, García ( 63e J. Jones), George, Paul - Carr ( 82e Perry), Telfer | Équipes | Chauvet - Yo. Thimon, Delem, Crétinoir, Vitulin - Hérelle, Abaul ( 90+1e), Barthéléry ( 24e Catherine), Jougon ( 51e) - Marajo ( 71e César), Donisa ( 59e Marny) | Arbitrage : Diego Montaño             | Arbitrage : Diego Montaño |

| 3e journée            | Trinité-et-Tobago | 0 - 2   | Honduras | Stade Hasely-Crawford, Port-d'Espagne |                           |
| 10 octobre 2019 19:00 | | (0 - 0) | 52e Moya · 90e Martínez | Arbitrage : Mario Escobar             | Arbitrage : Mario Escobar |
| 10 octobre 2019 19:00 | Rapport |         | | Arbitrage : Mario Escobar             | Arbitrage : Mario Escobar |
| 10 octobre 2019 19:00 | Phillip ( 87e) - Bateau, Cyrus, Williams ( 90+2e), A. Jones ( 87e) - Hyland ( 73e), Molino ( 72e), García ( 47e, 72e), Paul ( 45e, 74e Guerra) - Carr ( 63e Garcia), Telfer ( 88e Muckette) | Équipes | López - Crisanto, M. Figueroa ( 43e), H. Figueroa, Alvarado - Pineda, Lopez ( 76e Alvarez), Rubio - Róchez ( 68e Rivas), Moya ( 82e Martinez), Elis | Arbitrage : Mario Escobar             | Arbitrage : Mario Escobar |

| 4e journée            | Honduras | 1 - 0   | Martinique | Estadio Olímpico Metropolitano, San Pedro Sula |                             |
| 13 octobre 2019 22:00 | Barthéléry 4e (csc) | (1 - 0) | | Arbitrage : Adonai Escobedo                    | Arbitrage : Adonai Escobedo |
| 13 octobre 2019 22:00 | Rapport |         | | Arbitrage : Adonai Escobedo                    | Arbitrage : Adonai Escobedo |
| 13 octobre 2019 22:00 | López - Crisanto, M. Figueroa, Izaguirre, Maldonado ( 45+1e) - Pineda, Rivas, Alvarez ( 75e Acosta) - Elis, Moya ( 79e Martinez), Róchez ( 46e Rubio) | Équipes | Huygues-des-Etages - Camille ( 70e), Delem, Crétinoir, Barthéléry ( 70e Jougon) - Ya. Thimon ( 66e Marajo), Abaul, Hérelle ( 90e) - Donisa ( 57e Vitulin), Fortuné, Biron | Arbitrage : Adonai Escobedo                    | Arbitrage : Adonai Escobedo |

| 5e journée             | Martinique | 1 - 1   | Honduras | Stade Pierre-Aliker, Fort-de-France |                       |
| 14 novembre 2019 21:00 | Rivière 5e | (1 - 0) | 65e Mejía | Arbitrage : Ted Unkel               | Arbitrage : Ted Unkel |
| 14 novembre 2019 21:00 | Rapport |         | | Arbitrage : Ted Unkel               | Arbitrage : Ted Unkel |
| 14 novembre 2019 21:00 | Chauvet - Vitulin, Delem, Crétinoir, Camille - Abaul, Mandouki, Hérelle - Marajo ( 25e Ya. Thimon), Fortuné ( 87e Catherine), Rivière ( 34e, 53e Jougon) | Équipes | Fonseca - Tobías, M. Figueroa, Pereira, Izaguirre - Rodríguez, Acosta, Rivas ( 58e), Solano ( 73e Castellanos) - Martinez ( 46e Vuelto), Mejía ( 76e Benguché) | Arbitrage : Ted Unkel               | Arbitrage : Ted Unkel |

| 6e journée             | Honduras | 4 - 0   | Trinité-et-Tobago | Estadio Olímpico Metropolitano, San Pedro Sula |                          |
| 17 novembre 2019 22:00 | Rubio 5e · Moya 20e · Elis 45+2e (pen.) 54e                                                                                                 | (3 - 0) | | Arbitrage : Joel Aguilar                       | Arbitrage : Joel Aguilar |
| 17 novembre 2019 22:00 | Rapport |         | | Arbitrage : Joel Aguilar                       | Arbitrage : Joel Aguilar |
| 17 novembre 2019 22:00 | López - Crisanto, Maldonado, M. Figueroa, Alvarado - Pineda, López, Moya ( 86e Rodríguez), Rubio ( 78e Rivas) - Elis, Castillo ( 85e Mejía) | Équipes | Phillip - Andrews, Bateau, David, Russell ( 56e Mitchell ( 70e Cyrus)) - Williams ( 75e François ( 84e)), Lester, Guerra, Goddard - Telfer, Joseph | Arbitrage : Joel Aguilar                       | Arbitrage : Joel Aguilar |

### Groupe D
| Rang | Équipe     | Pts | J | G | N | P | Bp | Bc | Diff |  | Résultats (▼ dom., ► ext.) |     |     |     |
| ---- | ---------- | --- | - | - | - | - | -- | -- | ---- |  | -------------------------- | --- | --- | --- |
| 1    | Costa Rica | 6   | 4 | 1 | 3 | 0 | 4  | 3  | +1   |  | Costa Rica                 |     | 0-0 | 1-1 |
| 2    | Curaçao    | 5   | 4 | 1 | 2 | 1 | 3  | 3  | 0    |  | Curaçao                    | 1-2 |     | 1-0 |
| 3    | Haïti      | 3   | 4 | 0 | 3 | 1 | 3  | 4  | -1   |  | Haïti                      | 1-1 | 1-1 |     |

| 1re journée            | Curaçao | 1 - 0   | Haïti | Stade Ergilio-Hato, Willemstad |                            |
| 7 septembre 2019 18:00 | Hooi 70e | (0 - 0) | | Arbitrage : Keylor Herrera     | Arbitrage : Keylor Herrera |
| 7 septembre 2019 18:00 | Rapport |         | | Arbitrage : Keylor Herrera     | Arbitrage : Keylor Herrera |
| 7 septembre 2019 18:00 | Room - Sr Martina, Lachman, Gaari - de Nooijer, J. Bacuna ( 78e Bonevacia), L. Bacuna, Kuwas - Janga ( 86e Arias), Nepomuceno, Hooi | Équipes | Placide - Lambese ( 37e), Adé, Geffrard, Christian - Etienne ( 78e François), Lafrance, Saba, Alceus ( 78e Herivaux) - Bazile ( 68e Nazon), Pierrot | Arbitrage : Keylor Herrera     | Arbitrage : Keylor Herrera |

| 2e journée              | Haïti | 1 - 1   | Curaçao | Stade Sylvio-Cator, Port-au-Prince |                          |
| 10 septembre 2019 18:00 | Pierrot 15e | (1 - 1) | 41e Hooi | Arbitrage : Walter López           | Arbitrage : Walter López |
| 10 septembre 2019 18:00 | Rapport |         | | Arbitrage : Walter López           | Arbitrage : Walter López |
| 10 septembre 2019 18:00 | Placide - Lambese ( 8e Alexis), Adé ( 47e), Geffrard, Christian - Herivaux ( 61e), Saba, François ( 71e Etienne), Pierrot - Nazon ( 52e Jean-Baptiste), Bazile | Équipes | Room - Sr Martina ( 46e Bonevacia), Lachman, Gaari, de Nooijer ( 59e) - J. Bacuna, L. Bacuna, Kuwas ( 84e Gorré), Nepomuceno - Janga, Hooi | Arbitrage : Walter López           | Arbitrage : Walter López |

| 3e journée            | Haïti | 1 - 1   | Costa Rica | Thomas Robinson Stadium, Nassau |                          |
| 10 octobre 2019 21:00 | Pierrot 82e | (0 - 0) | 53e Ortiz | Arbitrage : Drew Fischer        | Arbitrage : Drew Fischer |
| 10 octobre 2019 21:00 | Rapport |         | | Arbitrage : Drew Fischer        | Arbitrage : Drew Fischer |
| 10 octobre 2019 21:00 | Placide - Arcus, Christian ( 76e Etienne), Geffrard, Lafrance - Mustivar, Alceus ( 90+3e), Pierrot, Guerrier - Désiré ( 60e Nazon), Bazile | Équipes | Navas - Blanco ( 64e), Duarte, Waston, Oviedo - Borges, Cruz, Leal ( 69e Lassiter), Campbell ( 74e González) - Ortiz, Moya ( 46e Flores) | Arbitrage : Drew Fischer        | Arbitrage : Drew Fischer |

| 4e journée            | Costa Rica | 0 - 0   | Curaçao | Estadio Alejandro Morera Soto, Alajuela |                                |
| 13 octobre 2019 20:00 | | (0 - 0) | | Arbitrage : Armando Villarreal          | Arbitrage : Armando Villarreal |
| 13 octobre 2019 20:00 | Rapport |         | | Arbitrage : Armando Villarreal          | Arbitrage : Armando Villarreal |
| 13 octobre 2019 20:00 | Navas - Blanco, Duarte, Waston, Matarrita - Borges ( 70e), Cruz ( 46e Díaz), Flores ( 73e Moya), Lassiter ( 63e Campbell) - Ortiz, Venegas | Équipes | Room - Gaari, Sr Martina, de Nooijer, Gorré ( 75e van Kessel) - J. Bacuna ( 35e), L. Bacuna, Kuwas ( 56e Bonevacia), Hooi - Janga, Nepomuceno ( 34e) | Arbitrage : Armando Villarreal          | Arbitrage : Armando Villarreal |

| 5e journée             | Curaçao | 1 - 2   | Costa Rica | Stade Ergilio-Hato, Willemstad |                         |
| 14 novembre 2019 22:00 | Janga 20e | (1 - 1) | 14e (pen.) Venegas · 84e Calvo | Arbitrage : Marco Ortiz        | Arbitrage : Marco Ortiz |
| 14 novembre 2019 22:00 | Rapport |         | | Arbitrage : Marco Ortiz        | Arbitrage : Marco Ortiz |
| 14 novembre 2019 22:00 | Room - Gaari, Sr Martina ( 67e Lachman), de Nooijer, Bonevacia ( 73e Benschop) - J. Bacuna, L. Bacuna, Kuwas, Hooi - Janga, Nepomuceno | Équipes | Alvarado - Blanco ( 53e, 64e), Waston ( 57e), González, Calvo - Borges, Matarrita ( 73e Cubero), Angulo ( 69e Fuller ( 88e)), Venegas ( 78e) - Moya ( 70e Leal), Ortiz | Arbitrage : Marco Ortiz        | Arbitrage : Marco Ortiz |

| 6e journée             | Costa Rica | 1 - 1   | Haïti | Estadio Ricardo Saprissa, San José |                           |
| 17 novembre 2019 20:00 | Calvo 27e | (1 - 1) | 38e (pen.) Nazon | Arbitrage : Said Martínez          | Arbitrage : Said Martínez |
| 17 novembre 2019 20:00 | Rapport |         | | Arbitrage : Said Martínez          | Arbitrage : Said Martínez |
| 17 novembre 2019 20:00 | Alvarado - Fuller, Waston, González ( 57e), Calvo, Matarrita - Borges, Flores ( 63e Angulo), Leal ( 60e Moya) - Venegas ( 70e Cubero), Ortiz | Équipes | Placide - Arcus, Adé, Christian ( 81e Désiré ( 84e)), Geffrard - Lambese, Mustivar ( 64e Saba ( 90+3e)), Guerrier, Pierrot - Alceus ( 30e, 90e Etienne), Nazon | Arbitrage : Said Martínez          | Arbitrage : Said Martínez |

## Classement général et buteurs

### Classement général
Légende des classements
- Qualifié pour la phase finale et pour la Gold Cup 2021
- Qualifié pour la Gold Cup 2021
- Relégué en Ligue B et qualifié pour le Éliminatoires de la Gold Cup 2021

| Classement final de la phase de groupe Mise à jour : 20 novembre 2019, après la phase de groupe. \| Ligue A \| Ligue A \| Ligue A \| Ligue A \| Ligue A \| Ligue A \| Ligue A \| Ligue A \| Ligue A \| Ligue A \| Ligue A \| \| Rang \| Nation \| Parcours \| Gr. \| MJ \| G \| N \| P \| Pts \| Bp \| Bc \| \| ------- \| ----------------- \| ------------------------------- \| ------- \| ------- \| ------- \| ------- \| ------- \| ------- \| ------- \| ------- \| \| 1re \| Mexique \| Meilleur premier de groupe \| B \| 4 \| 4 \| 0 \| 0 \| 12 \| 13 \| 3 \| \| 2e \| Honduras \| 2e meilleur premier de groupe \| C \| 4 \| 3 \| 1 \| 0 \| 10 \| 8 \| 1 \| \| 3e \| États-Unis \| 3e meilleur premier de groupe \| A \| 4 \| 3 \| 0 \| 1 \| 9 \| 15 \| 3 \| \| 4e \| Costa Rica \| 4e meilleur premier de groupe \| D \| 4 \| 1 \| 3 \| 0 \| 6 \| 4 \| 3 \| \| \| \| \| \| \| \| \| \| \| \| \| \| 5e \| Canada \| Meilleur deuxième de groupe \| A \| 4 \| 3 \| 0 \| 1 \| 9 \| 10 \| 4 \| \| 6e \| Curaçao \| 2e meilleur deuxième de groupe \| D \| 4 \| 1 \| 2 \| 1 \| 5 \| 3 \| 3 \| \| 7e \| Martinique \| 3e meilleur deuxième de groupe \| C \| 4 \| 0 \| 3 \| 1 \| 3 \| 4 \| 5 \| \| 8e \| Panama \| 4e meilleur deuxième de groupe \| B \| 4 \| 1 \| 0 \| 3 \| 3 \| 5 \| 9 \| \| \| \| \| \| \| \| \| \| \| \| \| \| 9e \| Haïti \| Meilleur troisième de groupe \| D \| 4 \| 0 \| 3 \| 1 \| 3 \| 3 \| 4 \| \| 10e \| Bermudes \| 2e meilleur troisième de groupe \| B \| 4 \| 1 \| 0 \| 3 \| 3 \| 5 \| 11 \| \| 11e \| Trinité-et-Tobago \| 3e meilleur troisième de groupe \| C \| 4 \| 0 \| 2 \| 2 \| 2 \| 3 \| 9 \| \| 12e \| Cuba \| 4e meilleur troisième de groupe \| A \| 4 \| 0 \| 0 \| 4 \| 0 \| 0 \| 18 \| |                   |                                 |     |    |   |   |   |     |    |    |
| Ligue A |                   |                                 |     |    |   |   |   |     |    |    |
| Rang | Nation            | Parcours                        | Gr. | MJ | G | N | P | Pts | Bp | Bc |
| 1re | Mexique           | Meilleur premier de groupe      | B   | 4  | 4 | 0 | 0 | 12  | 13 | 3  |
| 2e | Honduras          | 2e meilleur premier de groupe   | C   | 4  | 3 | 1 | 0 | 10  | 8  | 1  |
| 3e | États-Unis        | 3e meilleur premier de groupe   | A   | 4  | 3 | 0 | 1 | 9   | 15 | 3  |
| 4e | Costa Rica        | 4e meilleur premier de groupe   | D   | 4  | 1 | 3 | 0 | 6   | 4  | 3  |
| |                   |                                 |     |    |   |   |   |     |    |    |
| 5e | Canada            | Meilleur deuxième de groupe     | A   | 4  | 3 | 0 | 1 | 9   | 10 | 4  |
| 6e | Curaçao           | 2e meilleur deuxième de groupe  | D   | 4  | 1 | 2 | 1 | 5   | 3  | 3  |
| 7e | Martinique        | 3e meilleur deuxième de groupe  | C   | 4  | 0 | 3 | 1 | 3   | 4  | 5  |
| 8e | Panama            | 4e meilleur deuxième de groupe  | B   | 4  | 1 | 0 | 3 | 3   | 5  | 9  |
| |                   |                                 |     |    |   |   |   |     |    |    |
| 9e | Haïti             | Meilleur troisième de groupe    | D   | 4  | 0 | 3 | 1 | 3   | 3  | 4  |
| 10e | Bermudes          | 2e meilleur troisième de groupe | B   | 4  | 1 | 0 | 3 | 3   | 5  | 11 |
| 11e | Trinité-et-Tobago | 3e meilleur troisième de groupe | C   | 4  | 0 | 2 | 2 | 2   | 3  | 9  |
| 12e | Cuba              | 4e meilleur troisième de groupe | A   | 4  | 0 | 0 | 4 | 0   | 0  | 18 |

### Buteurs
Mise à jour : après les rencontres du 19 novembre
4 buts
- Jordan Morris

3 buts
- Nahki Wells
- Junior Hoilett
- José Juan Macías
- Weston McKennie
- Josh Sargent

2 buts
- Alphonso Davies
- Francisco Calvo
- Elson Hooi
- Frantzdy Pierrot
- Alberth Elis
- Brayan Moya
- Uriel Antuna
- Raúl Jiménez
- Gabriel Torres
- Gyasi Zardes

1 but
- Dante Leverock
- Lucas Cavallini
- Jonathan David
- Doneil Henry
- Jonathan Osorio
- Steven Vitória
- José Ortiz
- Johan Venegas
- Rangelo Janga
- Duckens Nazon
- Douglas Martínez
- Juan Mejía
- Jonathan Rubio
- Roberto Alvarado
- Edson Álvarez
- Sebastián Córdova
- Héctor Herrera
- Hirving Lozano
- Rodolfo Pizarro
- Jordy Delem
- Cyril Mandouki
- Emmanuel Rivière
- Rolando Blackburn
- Adalberto Carrasquilla
- Joevin Jones
- Kevin Molino
- Ryan Telfer
- Aaron Long
- Christian Pulisic

Contre son camp  (csc)
- Dario Ramos (face aux États-Unis)
- Romario Barthéléry (face au Honduras)
- Carlos Salcedo (face au Panama)
- Harold Cummings (face aux Bermudes)
- Daniel Carr (face à la Martinique)

## Tableau final
|  | Demi-finales                                       | Demi-finales                                       |                        |          | Finale                                             | Finale                                             |
|  | Demi-finales                                       | Demi-finales                                       |                        |          | Finale                                             | Finale                                             |
|  |                                                    |                                                    |                        |          |                                                    |                                                    |
|  | 3 juin 2021 à l'Empower Field at Mile High, Denver | 3 juin 2021 à l'Empower Field at Mile High, Denver |                        |          | 6 juin 2021 à l'Empower Field at Mile High, Denver | 6 juin 2021 à l'Empower Field at Mile High, Denver |
|  | 3 juin 2021 à l'Empower Field at Mile High, Denver | 3 juin 2021 à l'Empower Field at Mile High, Denver |                        |          | 6 juin 2021 à l'Empower Field at Mile High, Denver | 6 juin 2021 à l'Empower Field at Mile High, Denver |
|  | Honduras                                           | 0                                                  |                        |          | 6 juin 2021 à l'Empower Field at Mile High, Denver | 6 juin 2021 à l'Empower Field at Mile High, Denver |
|  | Honduras                                           | 0                                                  |                        |          | 6 juin 2021 à l'Empower Field at Mile High, Denver | 6 juin 2021 à l'Empower Field at Mile High, Denver |
|  | États-Unis                                         | 1                                                  |                        |          | 6 juin 2021 à l'Empower Field at Mile High, Denver | 6 juin 2021 à l'Empower Field at Mile High, Denver |
|  | États-Unis                                         | 1                                                  | États-Unis             | 3a. p.   |                                                    |                                                    |
|  | 3 juin 2021 à l'Empower Field at Mile High, Denver |                                                    | États-Unis             | 3a. p.   |                                                    |                                                    |
|  |                                                    | Mexique                                            | 2                      |          |                                                    |                                                    |
|  | Mexique                                            | Mexique                                            | 2                      | 0 (5)tab |                                                    |                                                    |
|  | Mexique                                            |                                                    |                        | 0 (5)tab |                                                    |                                                    |
|  | Costa Rica                                         | 0 (4)                                              |                        |          |                                                    |                                                    |
|  | Costa Rica                                         | 0 (4)                                              | Match pour la 3e place |          |                                                    |                                                    |
|  |                                                    |                                                    |                        |          |                                                    |                                                    |
|  | 6 juin 2021 à l'Empower Field at Mile High, Denver |                                                    |                        |          |                                                    |                                                    |
|  |                                                    |                                                    |                        |          |                                                    |                                                    |
|  | Honduras                                           | 2 (5)tab                                           |                        |          |                                                    |                                                    |
|  | Honduras                                           | 2 (5)tab                                           |                        |          |                                                    |                                                    |
|  | Costa Rica                                         | 2 (4)                                              |                        |          |                                                    |                                                    |
|  | Costa Rica                                         | 2 (4)                                              |                        |          |                                                    |                                                    |

### Demi-finales
| Match 1                          | Honduras | 0 - 1   | États-Unis     | Empower Field at Mile High, Denver                      |                                                         |
| 3 juin 2021 17h30 (heure locale) |          | (0 - 0) | 89e Siebatcheu | Arbitrage : Oshane Nation Arbitre vidéo : Erick Miranda | Arbitrage : Oshane Nation Arbitre vidéo : Erick Miranda |
| 3 juin 2021 17h30 (heure locale) | Rapport  |         |                | Arbitrage : Oshane Nation Arbitre vidéo : Erick Miranda | Arbitrage : Oshane Nation Arbitre vidéo : Erick Miranda |

| Match 2                          | Mexique                                             | 0 - 0             | Costa Rica                                          | Empower Field at Mile High, Denver                   |                                                      |
| 3 juin 2021 20h30 (heure locale) |                                                     | (0 - 0)           |                                                     | Arbitrage : Bryan López Arbitre vidéo : Drew Fischer | Arbitrage : Bryan López Arbitre vidéo : Drew Fischer |
| 3 juin 2021 20h30 (heure locale) | Rapport                                             |                   |                                                     | Arbitrage : Bryan López Arbitre vidéo : Drew Fischer | Arbitrage : Bryan López Arbitre vidéo : Drew Fischer |
| 3 juin 2021 20h30 (heure locale) | Antuna · Lozano · Pineda · Pulido · Romo · Gallardo | Tirs au but 5 - 4 | Venegas · Duarte · Alfaro · Lassiter · Calvo · Cruz | Arbitrage : Bryan López Arbitre vidéo : Drew Fischer | Arbitrage : Bryan López Arbitre vidéo : Drew Fischer |

### Match pour la troisième place
| Match 3                          | Honduras                                              | 2 - 2             | Costa Rica                                          | Empower Field at Mile High, Denver                 |                                                    |
| 6 juin 2021 16h30 (heure locale) | E. Rodríguez 48e · Elis 80e                           | (0 - 1)           | 8e Campbell · 85e Calvo                             | Arbitrage : Reon Radix Arbitre vidéo : Chris Penso | Arbitrage : Reon Radix Arbitre vidéo : Chris Penso |
| 6 juin 2021 16h30 (heure locale) | Rapport                                               |                   |                                                     | Arbitrage : Reon Radix Arbitre vidéo : Chris Penso | Arbitrage : Reon Radix Arbitre vidéo : Chris Penso |
| 6 juin 2021 16h30 (heure locale) | A. López · Elis · Benguché · Toro · Acosta · Alvarado | Tirs au but 5 - 4 | Venegas · Calvo · Lassiter · Torres · Mora · Tejeda | Arbitrage : Reon Radix Arbitre vidéo : Chris Penso | Arbitrage : Reon Radix Arbitre vidéo : Chris Penso |

### Finale
| Match 4                          | États-Unis                                     | 3 - 2 a. p.           | Mexique                | Empower Field at Mile High, Denver                                       |                                                                          |
| 6 juin 2021 19h30 (heure locale) | Reyna 27e · McKennie 82e · Pulisic 114e (pen.) | (1 - 1, 2 - 2, 2 - 2) | 2e Corona · 79e Lainez | Spectateurs : 37 648 Arbitrage : John Pitti Arbitre vidéo : Drew Fischer | Spectateurs : 37 648 Arbitrage : John Pitti Arbitre vidéo : Drew Fischer |
| 6 juin 2021 19h30 (heure locale) | Rapport                                        |                       |                        | Spectateurs : 37 648 Arbitrage : John Pitti Arbitre vidéo : Drew Fischer | Spectateurs : 37 648 Arbitrage : John Pitti Arbitre vidéo : Drew Fischer |